# Волково (Узловский район)
Волково — деревня в Узловском районе Тульской области России.
В рамках административно-территориального устройства относится к Люторической сельской администрации Узловского района, в рамках организации местного самоуправления входит в Смородинское сельское поселение.

## География
Расположена в 21 км к юго-востоку от железнодорожной станции Узловая I (города Узловая).
К западу от деревни простираются Романцевские горы (карьер Кондуки).

## Население
| 2002 | 2010 |
| ---- | ---- |
| 268  | ↘258 |

Население — 258 чел. (2010).